# Emplanture
L'emplanture est le point de raccordement d'un élément sur une structure qui le porte.

## Étymologie
L'emplanture désigne historiquement le point de fixation du mat sur un bateau à voile. Par analogie cela désigne le point de fixation des ailes sur un avion.

## Aéronautique

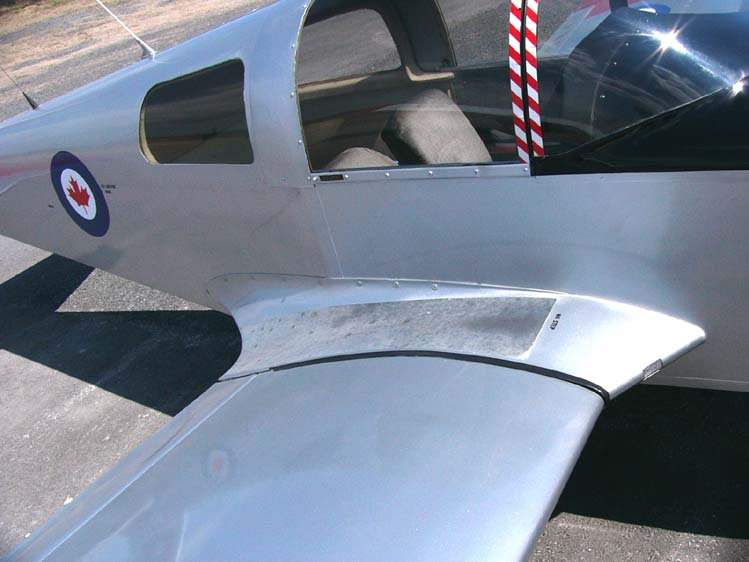
Emplanture de l'AA-1 Yankee.

En aéronautique, l'emplanture est la zone de fixation de la voilure sur le fuselage. C'est le point d'encastrement des longerons ou des caissons de voilure au niveau du fuselage.
Au travers de l'emplanture circulent tous les circuits électriques, hydrauliques et pneumatiques destinés à la manœuvre des trains d'atterrissage des gouvernes (ailerons, becs, volets, spoilers, etc.), ou de réchauffement du bord d'attaque (antigivrage), éclairage des feux de position. Les tuyauteries de carburant reliant les réservoirs internes au fuselage avec les moteurs fixés aux ailes traversent aussi l'emplanture.
Carénage de raccordement, la zone de jonction aile-fuselage peut recevoir un carénage aérodynamique qui peut se prolonger vers l'avant par des aigrettes (strake en anglais), ou vers l'arrière (carénage Karman). Les avions de ligne présentent un carénage ventral sous le fuselage recevant en particulier les roues du train d'atterrissage. Ce carénage se prolonge vers l'arrière pour des raisons aérodynamiques.
Des réservoirs externes (dits « conformes ») peuvent également épouser la forme du fuselage et de la voilure comme sur le Rafale de Dassault Aviation.

## Marine
Dans la marine ce terme désigne essentiellement la fixation basse du mât sur la coque ou sur le pont d'un voilier.